# Coptocephala fossulata
Coptocephala fossulata es un coleóptero de la familia Chrysomelidae.
Fue descrita científicamente en 1872 por Lefèvre.